# Лосицкая дорога
Ло́сицкая (также в источниках Лоситская:84) доро́га — одно из ответвлений Муравского шляха, пересекающее Изюмский шлях и Бакаев шлях. Первые летописные упоминания датируются 1571 годом. Название происходит от города Лосичи, известного с конца XIV века (сейчас село Заречное Тростянецкого района Сумской области Украины). Вероятно, дорога существовала ещё со времён Киевской Руси, имея более раннее название, которое не сохранилось в источниках.

## История
Первые рукописные упоминания о Лосицкой дороге связывают с документом «Роспись разъездов Рыльских и Путивльских станиц детей боярских» за 1571 год. Дорога, как таковая, являлась направлением для продвижения между бродами на реках. Украинский исследователь, кандидат филологических наук Виктор Звагельский пишет, что дорога упоминалась без подробностей, как нечто хорошо известное современникам, точно обозначались только основные ориентиры: промежуточные «меж Мжа и Коломака» и конечная Рыльск или Путивль:84. Исследователь пишет, что «Роспись польским дорогам» дополняет сведения о Лосицкой дороге, указывая, что для оповещения о приходе «воинских людей» (то есть крымских татар) следует от Муравского шляха «поворотить налево через речки Мерл, и Ворскол и Псёл, а бежать от верх Мжа и Коломак до Путивля наскоро о дву конь»:84.
Дорога, хотя в документах часто и упоминалась как совокупность неких дорог, в реальности представляла собой один путь с небольшими ответвлениями:84. В целом она проходила от верховьев реки Мжа (правый приток Северского Донца) и Коломак (левый приток реки Ворскла) к городам Путивль и Рыльск. Дорога вела через Ровен и Казацкую Могилу, через броды на реках Ворскла и Немеря и в Лосичах, через броды на реке Псёл — Щетинин Ровенок (сейчас село Щетины Лебединского района Сумской области), Бесищев и Липинский, а оттуда на реку Сейм (приток Десны) до бродов в районе Путивля или Рыльска — урочище Белые Берега, Зимовье, Мокошевичи, Бунякин, Карыж, Пневицк.
В XVI-XVII веке по этой дороге от её южного края до Путивля или Рыльска колонны с обозом добирались за 10 дней, сторожевые разъезды за 4, а гонцы-курьеры за 2 дня.
Существовала в двух вариантах — верхняя дорога или длинный путь (230 км), и нижняя дорога или короткий путь (220 км).
В XVII веке в Лосицкой волости был построен Лосицкий острог.